# Moita (Sabugal)
Moita, também chamada Moita Jardim, é uma povoação portuguesa do Município do Sabugal que foi sede da extinta Freguesia de Moita, freguesia que tinha 6,75 km² de área e 103 habitantes (2011). A sua densidade populacional era 15,3 hab/km². A Freguesia de Moita era constituída pela Moita e pelo Terreiro das Bruxas.
A Freguesia de Moita foi extinta (agregada) pela reorganização administrativa de 2012/2013, tendo o seu território sido agregado ao da Freguesia de Santo Estêvão para criar a União de Freguesias de Santo Estêvão e Moita.
Dominada pela Serra da Opa, Moita encontra-se a cerca de doze quilómetros da sede do município. As freguesias fronteiriças são a norte Sortelha, a oeste Casteleiro, a leste Santo Estevão e a sul Vale da Senhora da Póvoa. Esta última pertence já ao Município de Penamacor, mas antigamente pertenceu à Moita.
A Moita pertenceu ao concelho de Sortelha até 24 de outubro de 1855, data da sua extinção, antes de ser integrado no concelho (atual município) do Sabugal.
Com uma piscina no Terreiro, um campo de futebol entre a Moita e o Terreiro, é um sitio muito agradável e sossegado para passar férias ou um fim de semana, com crianças.  

## População
| População da freguesia de Moita | População da freguesia de Moita | População da freguesia de Moita | População da freguesia de Moita | População da freguesia de Moita | População da freguesia de Moita | População da freguesia de Moita | População da freguesia de Moita | População da freguesia de Moita | População da freguesia de Moita | População da freguesia de Moita | População da freguesia de Moita | População da freguesia de Moita | População da freguesia de Moita | População da freguesia de Moita |
| ------------------------------- | ------------------------------- | ------------------------------- | ------------------------------- | ------------------------------- | ------------------------------- | ------------------------------- | ------------------------------- | ------------------------------- | ------------------------------- | ------------------------------- | ------------------------------- | ------------------------------- | ------------------------------- | ------------------------------- |
| 1864                            | 1878                            | 1890                            | 1900                            | 1911                            | 1920                            | 1930                            | 1940                            | 1950                            | 1960                            | 1970                            | 1981                            | 1991                            | 2001                            | 2011                            |
| 303                             | 327                             | 374                             | 370                             | 460                             | 442                             | 410                             | 534                             | 521                             | 390                             | 350                             | 261                             | 202                             | 173                             | 103                             |

Por idades em 2001 e 2011:	

| 0-14 anos | 17 | 2 |  | 15-24 anos) | 20 | 7 |  | 25-64 anos | 70 | 41 |  | 65 e + anos) | 66 | 53 |

## Património
- Igreja Matriz – dedicada ao seu padroeiro São Pedro
- Capela do Mártir São Sebastião
- Capela da Senhora do Bom Parto
- Fonte Romana e Chafariz Romano, na Moita
- Chafariz Público, no Terreiro das Bruxas
- Forno Comunitário
- Património Arqueológico – onde antigamente era situada a freguesia da Moita foram encontrados diversos objectos de épocas remotas, restos de antigos fornos de estanho, etc. Entre eles, foi encontrada uma imagem de um Santo, que está a cargo da Câmara Municipal do Sabugal.

## Festas e romarias
- Festa do Santíssimo Sacramento - 3º Domingo de Agosto na Moita Jardim
- Festa de Nossa Senhora do Bom Parto - 1º Domingo de Maio no Terreiro das Bruxas

## Equipamentos
- Campo de Futebol entre a Moita e o Terreiro das Bruxas
- Campo de Tiro no Terreiro das Bruxas
- Piscina (particular)
- Pavilhão Polivalente (em construção)
- Escola do Ensino Básico (encontra-se encerrada)